# کمال باحمدان
کمال باحمدان (زاده ۱۲ فوریه ۱۹۷۰ در ریاض) سوارکار اهل عربستان سعودی است. وی در بازی‌های المپیک تابستانی ۲۰۱۲ موفق به کسب نشان برنز گردید. کمال باحمدان در سال‌های ۱۹۹۶، ۲۰۰۰، ۲۰۰۴ و ۲۰۰۸ در رقابت‌های اسب سواری شرکت کرده است.

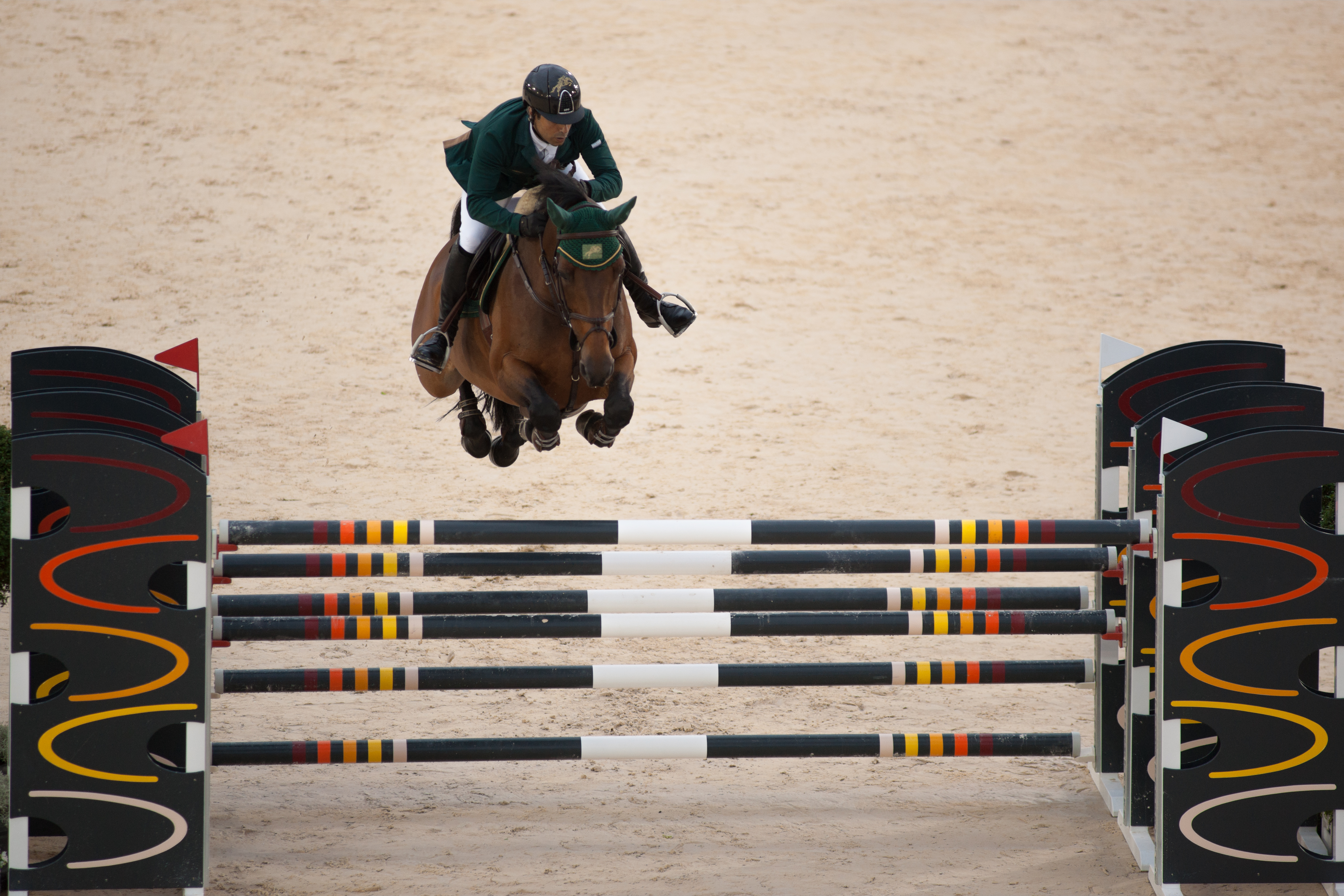
کمال باحمدان در مسابقات لوزان در سال ۲۰۱۳

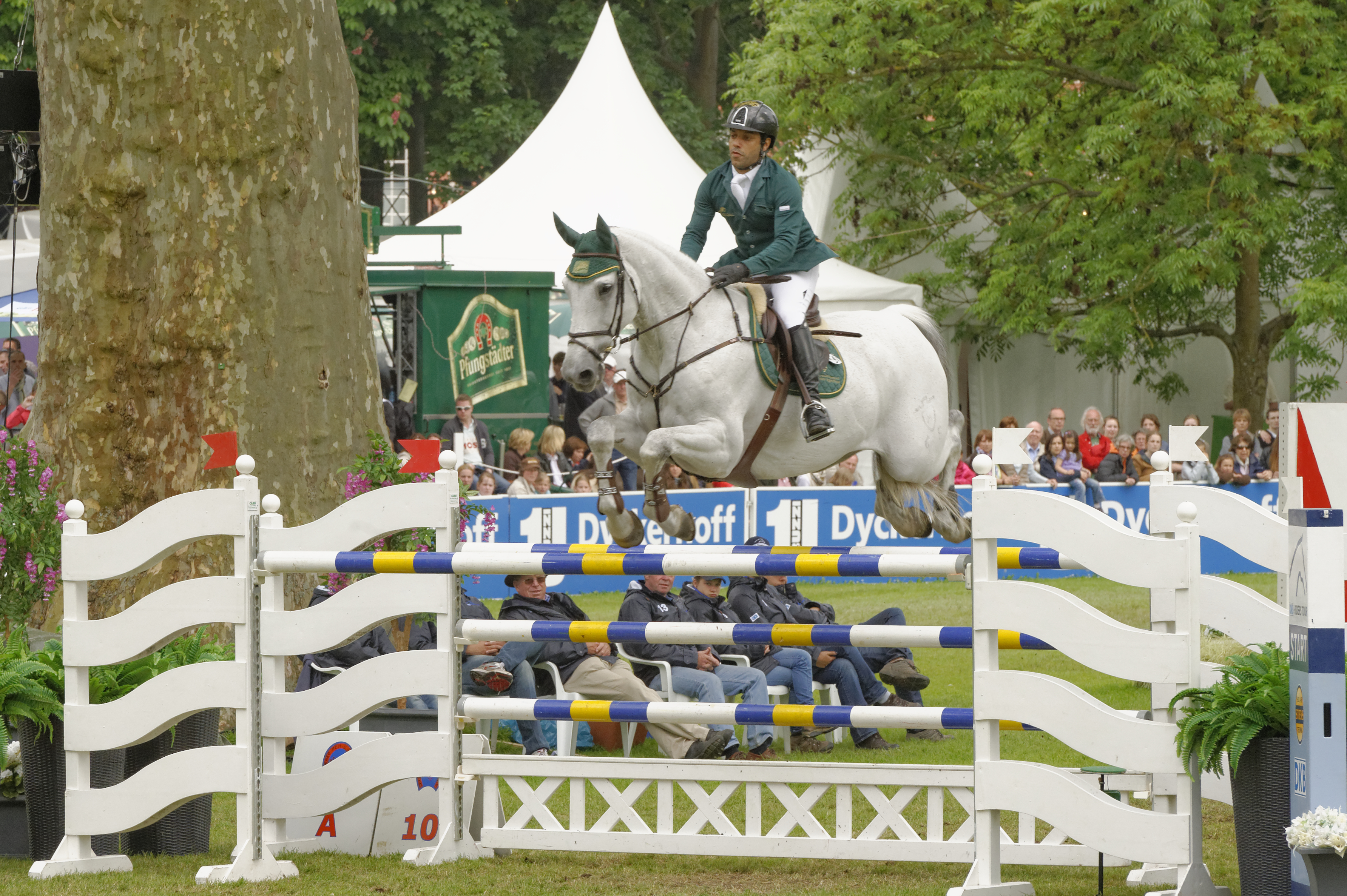